# Удс (окръг, Оклахома)
Окръг Удс (на английски: Woods County) е окръг в щата Оклахома, Съединени американски щати. Площта му е 3341 km², а населението – 9089 души (2000). Административен център е град Алва.